# دزموند مارکت
دزموند مارکت (انگلیسی: Desmond Marquette؛ ‏ ۱ نوامبر ۱۹۰۸ – ۷ اوت ۱۹۹۹) تدوین‌گر اهل ایالات متحده آمریکا بود.
از فیلم‌هایی که وی در آن‌ها نقش داشته‌است، می‌توان به جرایم سازمان‌یافته و جاسوس محبوب من اشاره نمود.